# Gerhart von Westerman
Gerhart von Westerman (* 19. September 1894 in Riga; † 14. Februar 1963 in Berlin) war ein deutscher Komponist, Intendant und Musikschriftsteller.

## Leben

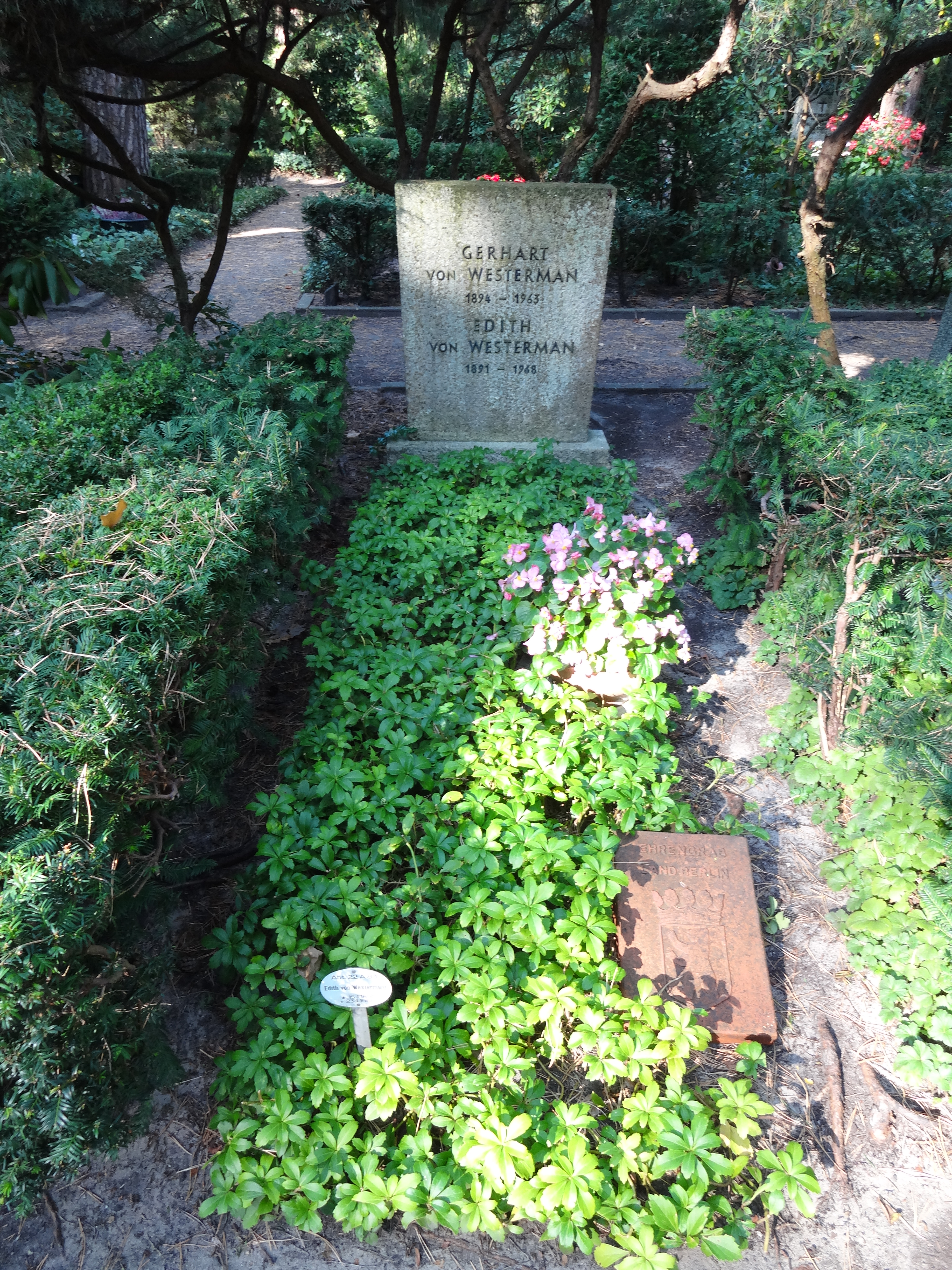
Grab auf dem Waldfriedhof Dahlem

Nach dem Abitur studierte Westerman Kompositionslehre an der Hochschule für Musik in Berlin, wo Paul Juon sein Lehrer war. Ab 1918 setzte er sein Studium bei Walter Courvoisier und August Reuß in München fort und wurde 1921 mit einer Arbeit über Giovanni Porta als Opernkomponist promoviert.
In München wurde er 1925 Abteilungsleiter beim Rundfunk, später bei den Rundfunkanstalten in Berlin und in Saarbrücken. 1933 trat er der NSDAP bei. 1939 berief ihn das Philharmonische Orchester Berlin zu seinem Intendanten (als Nachfolger von Hans von Benda). Dieses Amt übte er bis 1945 und dann wieder ab 1952 bis 1959 aus. 1951 rief er die Berliner Festwochen ins Leben, die er fortan bis 1959 jedes Jahr organisierte.
Gerhart von Westerman ist auf dem Waldfriedhof Dahlem bestattet. Die Grabstätte war bis 2021 als Ehrengrab der Stadt Berlin gewidmet.

## Werke (Auswahl)

### Orchesterwerke
- Serenade, op. 7, 1928
- Intermezzi, op. 9, 1929
- Divertimento, op. 16, 1940

### Opern
- Prometheische Phantasie, Komposition und Libretto, UA 1960 in Dortmund
- Rosamunde Floris, Libretto, Musik von Boris Blacher, UA 1960 in Berlin

### Bücher
- Das russische Volkslied, wie es heute gesungen wird. Orchis Verlag, München 1922.
- Knaurs Konzertführer. Droemersche Verlagsanstalt, München 1951.
- Knaurs Opernführer. Eine Geschichte der Oper. Mit einem Geleitwort von Hans Knappertsbusch. Neue, ergänzte Ausgabe, Droemersche Verlagsanstalt, München 1952.

## Auszeichnungen
- 1962: Berliner Kunstpreis